# Довгерт Анатолій Степанович
Анатолій Степанович До́вгерт (27 вересня 1949, м. Харків) — український правник, науковець, доктор юридичних наук, професор, член-кореспондент АПрНУ, заслужений юрист України. Завідувач кафедри міжнародного приватного права Інституту міжнародних відносин Київського національного університету імені Тараса Шевченка (з 1995), член Національної комісії із зміцнення демократії та утвердження верховенства права (з 08.2005).

## Освіта
- Київський університет імені Тараса Шевченка, факультет міжнародних відносин і міжнародного права, юрист-міжнародник, референт-перекладач англійської мови;
- кандидатська дисертація «Міжнародне авторське право» (1982);
- докторська дисертація «Правове регулювання міжнародних трудових відносин» (1994).

## Кар'єра
З 09.1977 — викладач, ст. викладач, з 10.1983 — доцент катедри цивільного права юридичного факультету, 1988-95 — доцент кафедри міжнародного права, порівняльного правознавства, міжнародного приватного права Інституту міжнародних відносин Київського університету імені Тараса Шевченка.
Член редколеґій численних юридичних журналів. Експерт від України для створення Модельного Цивільного кодексу для країн СНД. Заступник голови робочої ґрупи Мінюсту України з підготовки проєкту нового Цивільного кодексу; член Палати незалежних експертів з питань іноземних інвестицій при Президентові України (05.1997-11.2001). Член Асоціацій міжнародного права України і Росії.

## Відзнаки
- Заслужений юрист України (10.1999).

## Наукові праці
Автор (співавтор) понад 300 наукових праць у галузі міжнародного приватного, порівняльного цивільного та авторського права, зокрема 20 монографій і підручників: «Международное частное право» (1985, співав.), «Гражданское право в вопросах и ответах» (1987, співав.), «Индивидуальная и кооперативная трудовая деятельность» (1990, співав.), «Правовое регулирование международных трудовых отношений» (1992), «Международное частное право» (1993), «Международное частное право: Актуальные проблемы» (в 2 т.; 1993, 1994, співав.), «Цивільне право» (в 2 т.;, 1995-96, 1997, співав.), «Загальна теорія цивільного права» (1992, співав.), «Кодифікація цивільного (приватного) права» (2000, співавт.), «Міжнародне приватне право. Актуальні проблеми» (2001, співавт.), «Цивільне право України» (2002, 3-тє видання - 2010, у співавт.) та інших.